# Eugène Giraud
Eugène Giraud (* 9. August 1806 in Paris; † 28. Dezember 1881 ebenda) war ein französischer Maler und Kupferstecher, Karikaturist, Lithograf und Bühnenbildner.

## Leben
Giraud war Schüler des Kupferstechers Théodore Richomme und des Malers Louis Hersent und erhielt 1826 den Grand Prix de Rome, für einen Kupferstich, scheint diese Kunst aber später wenig betrieben zu haben. 
Nach seiner Rückkehr aus Italien unternahm er im Jahr 1846, anlässlich der Hochzeit des Herzogs von Montpensier mit der Infantin von Spanien, gemeinsam mit dem Schriftsteller Adolphe Desbarolles eine Reise nach Madrid. Dort trafen die beiden Künstler Alexandre Dumas der Ältere und Dumas Sohn, mit denen sie die Reise über Cádiz bis nach Nordafrika fortsetzten. Die Reiseerlebnisse inspirierten Giraud zu zahlreichen Szenen, unter anderem des Volkslebens, aber auch zu den Illustrationen des von Alexandre Dumas dem Älteren nach der Rückkehr unter dem Titel De Paris à Cadix oder Impressions de voyage (Ed. Somogy, 1847 Paris) veröffentlichten Schilderung der Reise. 
Sowohl König Louis Philippe als auch Kaiser Napoléon III. begünstigten Giraud mit Aufträgen für die Galerien des Musée Historique im Schloss Versailles (siehe Werk). Napoléons I. Nichte Mathilde Bonaparte erteilte er Zeichenunterricht. 
Eugène Giraud starb im Jahr 1881 im Alter von 75 Jahren in Paris. 
Sein jüngerer Bruder und Schüler Sébastien Charles Giraud (* 18. Juni 1819 in Paris; † 30. September 1892 in Sannois), der sich anfangs historischen Gegenständen widmete, war ein Genre- und Interieurmaler.

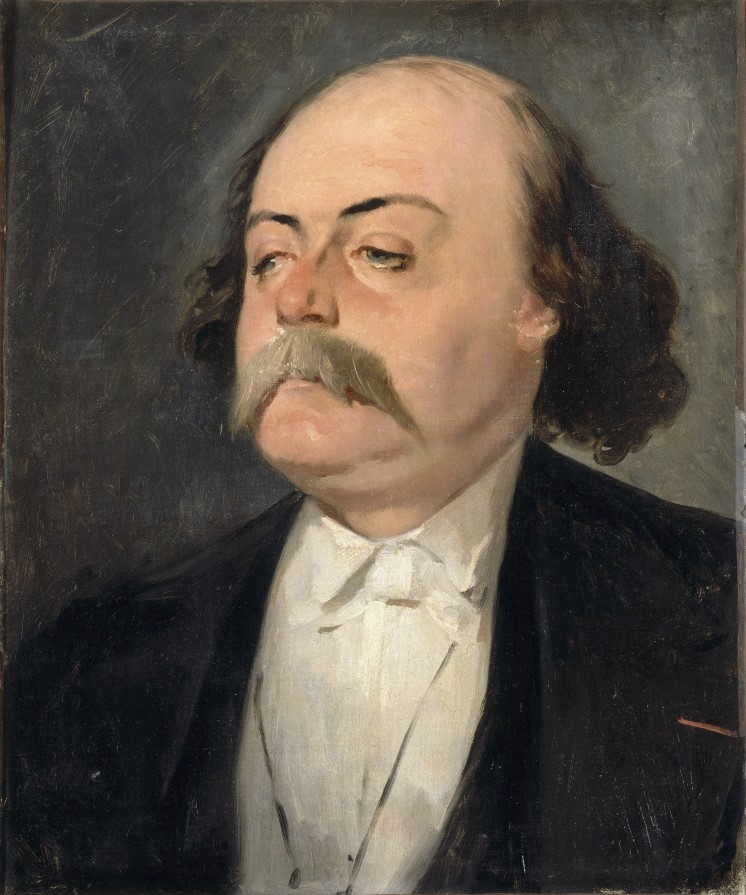
Eugène Giraud: Gustave Flaubert, um 1856

## Werke (Auswahl)
Das Musée Goya in Castres (Département Tarn) erwarb im Jahr 1996 vierundsechzig Zeichnungen von Giraud mit Szenen der Spanienreise. Weitere Werke des Künstlers und ihre Standorte sind: 
- 1836: Thibault V., genannt der Gute, Herzog von Blois und von Chartres (1240-1270), Öl auf Leinwand, 73 × 57 cm, Versailles, Musée national du château de Versailles et des Trianons, Auftrag Louis Philippes für das Musée historique de Versailles
- 1852: Tanz in einer Posada zu Granada 153 × 220 cm, Soissons, Musée des beaux-arts
- 1855: Die Reise nach Spanien, 195 × 145 cm, Villers-Cotterêts, Musée Alexandre Dumas. Das Gemälde, von dem sich eine zweite Ausführung in Paris im Musée Carnavalet befindet, zeigt von links nach rechts: Eugène Giraud, den Maler Louis Boulanger, den Schriftsteller Adolphe Desbarolles, Auguste Maquet und Alexandre Dumas den Jüngeren.
- 1856: Armand-Joseph Bruant, Admiral von Frankreich (1796-1855), Öl auf Leinwand, 215 × 140 cm, Versailles, Musée du château de Versailles et des Trianons, Auftrag Napoléons III. für das Musée historique Versailles
- 1856: Fernand-Alphonse Hamlin, Admiral von Frankreich (1796-1864), Öl auf Leinwand, 215 × 140 cm, Versailles, Mussée du château de Versailles et des Trianons, Auftrag Napoléons III. für das Musée historique Versailles
- um 1856: Gustave Flaubert, Öl auf Leinwand, 55 cm × 45 cm, Versailles, Musée national des châteaux de Versailles et de Trianon
- 1861: Heinrich IV. im Turm von Saint-Germain-des-Prés, Öl auf Leinwand, 270 × 195 cm, Pau, Musée du château de Pau, Auftrag Napoléons III. für die kaiserlichen Privatgemächer
- 1861: Porträt der Prinzessin Mathilde Napoléon, Pastell, 131 × 98,5 cm, Compiègne, Musée national du château
- 1866: Tanzendes Mädchen in Kairo
- 1869: Der Tod des Matadors oder Die Devisa, 115 × 11,5 cm, Fontainebleau, Schloss Fontainebleau (Leihgabe des Musée du Louvre). Das Gemälde zeigt einen tödlich verwundeten, in einer Kapelle die Sterbesakramente empfangenden Matador, der seiner Geliebten die dem Stier abgenommene Schleife der Devisa reicht.
- 1871: Eine alte Venezianerin, Öl auf Leinwand, 56 × 46,5 cm, Dijon, Musée Magnin
- 1873: Die Abreise zur Armee Condés
- 1874: Juwelenhändler im Harem
- 1875: Der Bücherantiquar
- 1876: Der Blumenmarkt unter dem Direktorium
- 1877: Die Rückkehr aus der Schenke
- ???: Porträt des Alexandre Dumas d.Ä., Pastellzeichnung, Villers-Cotterêts, Musée Alexandre Dumas